# والتر بلاو رايت
والتر بلاو رايت  (20 يوليو 1923 في هولبيتش ، لينكولنشاير - 19 فبراير 2010 في لندن  ) عالم بيطري إنجليزيًا كرّس حياته المهنية للقضاء على طاعون الماشية . حصل Plowright على جائزة الغذاء العالمي لعام 1999 لتطويره لقاح طاعون الأبقار ، وهو العنصر الرئيسي في السعي للقضاء على طاعون البقر.  أصبحت طاعون البقر أول مرض حيواني يتم القضاء عليه في جميع أنحاء العالم.
هو الابن الثاني لجوناثان و ماهالا بلورايت. التحق بمدرسة مولتون القواعد التي أصبحت مدرسة سبالدينج القواعد في عام 1939. تخرج من الكلية البيطرية الملكية في لندن عام 1944 وتم تكليفه في سلاح البيطرة التابع للجيش الملكي . 
بصفته اختصاصيًا بيطريًا شابًا ، أجرى بلورايت أبحاثًا في كينيا ونيجيريا . قدمت منظمة شرق أفريقيا للأبحاث البيطرية في موغوجا في كينيا الأساس لـ بلاو رايت وزملائه لاعتماد تقنيات زراعة الخلايا المستخدمة لتطوير لقاح شلل الأطفال لإنتاج فيروس حيوي غير مُمرض لاستخدامه كلقاح لطاعون البقر .
تم تكرار تقنيات البحث والتطبيق التي حققت نجاح بلاو رايت في مكافحة طاعون الأبقار من قبل زملائه للتطعيم ضد مرض الجدري وأمراض الجلد المتكتلة .
في عام 1964 ، عاد بلورايت إلى المملكة المتحدة للإشراف على أبحاث أمراض الحيوان هناك حتى تقاعده عام 1983. ترأس قسم الأحياء الدقيقة والطفيليات بالكلية البيطرية الملكية من عام 1971 إلى عام 1978. كان رئيس علم الأحياء الدقيقة في معهد صحة الحيوان في كومبتون ، بيركشاير من 1978 إلى 1983. بالإضافة إلى الطاعون البقري ، ساهمت بلورايت أيضًا في دراسة أمراض الحيوانات الفيروسية مثل حمى الخنازير الأفريقية وحمى النزلة الخبيثة وفيروسات الجدري وفيروس الهربس .
حصل على زمالة الجمعية الملكية في لندن وحصل على وسام القديس ميخائيل وسانت جورج . كما حصل على الميدالية الذهبية للمنظمة العالمية لصحة الحيوان وجائزة الإنجاز العلمي المتميز لصندوق الحيوان . حصل على جائزة الملك بودوان للتنمية الدولية 1984-1985 من قبل العاهل البلجيكي.

## الأوسمة والجوائز[2]
- 1965 وسام جيه تي ادواردز التذكاري ، الكلية الملكية للجراحين البيطريين
- 1972 جائزة RB Bennett Commonwealth من الجمعية الملكية للفنون ، لندن
- 1974 رفيق وسام سانت مايكل وسانت جورج
- 1977 زميل الكلية الملكية للجراحين البيطريين
- 1979 جائزة Bledisloe البيطرية ، الجمعية الزراعية الملكية في إنجلترا
- 1981 زميل الجمعية الملكية بلندن
- 1984 جائزة الملك بودوان للتنمية الدولية
- 1984 جائزة Dalrymple-Champneys ، الجمعية البيطرية البريطانية
- 1987 زميل الكلية الملكية البيطرية
- 1988 الميدالية الذهبية ، المكتب الدولي للأوبئة الحيوانية ، باريس
- 1991 جائزة الإنجاز العلمي المتميز ، صندوق صحة الحيوان
- 1994 الميدالية الذهبية ، الجمعية الأوروبية لعلم الفيروسات البيطرية
- 1994 محاضرة وجائزة Theiler Memorial Trust
- جائزة الغذاء العالمية 1999